# تپه بیگ باغی
تپه بیگ باغی مربوط به هزاره اول - دوران‌های تاریخی پس از اسلام است و در شهرستان گرمی، بخش مرکزی، روستای بیگ باغی واقع شده و این اثر در تاریخ ۷ مهر ۱۳۸۱ با شمارهٔ ثبت ۶۳۹۰ به‌عنوان یکی از آثار ملی ایران به ثبت رسیده است.